# MLS Cup
La MLS Cup es el partido final por el campeonato de liga de la Major League Soccer, la principal liga de fútbol de Estados Unidos y Canadá, la cual es disputada entre los campeones de las Conferencia Este y Conferencia Oeste de la liga. 
El campeón de la MLS Cup clasifica a la Liga de Campeones de la Concacaf.

## Historia
De las 18 temporadas disputadas de la MLS Cup hasta la fecha, siete de ellos se han jugado en el área de Los Ángeles. Luego le sigue la ciudad de Washington D. C., que ha acogido tres finales, todos los cuales se han jugado en el Robert F. Kennedy Memorial Stadium.
Antes de 2012, solo tres veces en la historia de un club de la MLS había jugado el campeonato en su estadio, los cuales se basaron en la virtud de la coincidencia. En la final de la MLS Cup 1997, el D.C. United ganó la copa en su estadio frente a los Colorado Rapids, ante un muy buen marco de público en el Robert F. Kennedy Memorial Stadium. La presencia misma aplicada en la final de la MLS Cup 2002, donde Los Angeles Galaxy derrotó al New England Revolution por 1-0, en el Gillette Stadium, también en la final de la MLS Cup 2011 cuando Los Angeles Galaxy derrotó al Houston Dynamo por 1-0. Un resultado probable de esto, se puede atribuir al hecho que tanto en 1997 y 2002, la final de la MLS Cup han atraído la mayor cantidad de aficionados en la historia de la MLS Cup.
A partir de 2012, se ha anunciado que la final de la MLS Cup, se jugara en el estadio del equipo que llegue a la final que haya tenido más puntos durante la temporada regular.
Hasta la fecha, la final más fría fue en la MLS Cup 2013 en Kansas City, Kansas jugado en el Sporting Park de Sporting Kansas City, en el cual la temperatura fue de -7 °C. Mientras que la más cálida se registró en 2005, que se disputó en Frisco, Texas en el Pizza Hut Park.
El equipo que más finales ha disputado y ha perdido es el New England Revolution, con cinco, mientras que Los Angeles Galaxy es el equipo con más títulos de la MLS Cup, con cinco también.

## El trofeo
Anteriormente, existieron dos trofeos que se otorgan a los campeones de la MLS Cup hasta el 2007. El original desde 1996, fue nombrado como copa Alan I. Rothenberg en honor a Alan Rothenberg que estaba diseñado con un trofeo de oro oscuro que tenía dos asas, en el medio con un balón de fútbol. A partir del año 1999, la copa fue rediseñada en homenaje a Philip Anschutz que llevaba con un balón de fútbol y un faro. Desde 2008, el trofeo aún lleva su nombre pero también fue rediseñado y es el actual premio que consagra al vencedor de la MLS Cup.

## Finales
| Año  | Fecha | Campeón                    | Temporada regular | Subcampeón             | Temp. regular | Resultado    | Estadio                    | Ciudad                    | Asistencia |
| ---- | ----- | -------------------------- | ----------------- | ---------------------- | ------------- | ------------ | -------------------------- | ------------------------- | ---------- |
| 1996 | 20/10 | D. C. United (1)           | 2º, Este          | Los Angeles Galaxy     | 1º, Oeste     | 3-2 (pró.)   | Foxboro Stadium            | Foxborough, Massachusetts | 34.643     |
| 1997 | 26/10 | D. C. United (2)           | 1º, Este          | Colorado Rapids        | 4º, Oeste     | 2-1          | Estadio RFK                | Washington D. C.          | 57.431     |
| 1998 | 25/10 | Chicago Fire (1)           | 2º, Oeste         | D. C. United           | 1º, Este      | 2-0          | Rose Bowl                  | Pasadena, California      | 51.350     |
| 1999 | 21/11 | D. C. United (3)           | 1º, Este          | Los Angeles Galaxy     | 1º, Oeste     | 2-0          | Foxboro Stadium            | Foxborough, Massachusetts | 44.910     |
| 2000 | 15/10 | Kansas City Wizards (1)    | 1º, Oeste         | Chicago Fire           | 1º, Central   | 1-0          | Estadio RFK                | Washington D. C.          | 39.159     |
| 2001 | 21/10 | San Jose Earthquakes (1)   | 2º, Oeste         | Los Angeles Galaxy     | 1º, Oeste     | 2-1 (pró.)   | Columbus Crew Stadium      | Columbus, Ohio            | 21.626     |
| 2002 | 20/10 | Los Angeles Galaxy (1)     | 1º, Oeste         | New England Revolution | 1º, Este      | 1-0 (pró.)   | Gillette Stadium           | Foxborough, Massachusetts | 61.316     |
| 2003 | 23/11 | San Jose Earthquakes (2)   | 1º, Oeste         | Chicago Fire           | 1º, Este      | 4-2          | The Home Depot Center      | Carson, California        | 27.000     |
| 2004 | 14/11 | D. C. United (4)           | 2º, Este          | Kansas City Wizards    | 1º, Oeste     | 3-2          | The Home Depot Center      | Carson, California        | 25.797     |
| 2005 | 13/11 | Los Angeles Galaxy (2)     | 4º, Oeste         | New England Revolution | 1º, Este      | 1-0 (pró.)   | Pizza Hut Park             | Frisco, Texas             | 21.193     |
| 2006 | 12/11 | Houston Dynamo F. C. (1)   | 2º, Oeste         | New England Revolution | 2º, Este      | 1-1 (4-3 p.) | Pizza Hut Park             | Frisco, Texas             | 22.427     |
| 2007 | 18/11 | Houston Dynamo F. C. (2)   | 2º, Oeste         | New England Revolution | 2º, Este      | 2-1          | Estadio RFK                | Washington D. C.          | 39.859     |
| 2008 | 23/11 | Columbus Crew (1)          | 1º, Este          | New York Red Bulls     | 5º, Este      | 3-1          | The Home Depot Center      | Carson, California        | 27.000     |
| 2009 | 22/11 | Real Salt Lake (1)         | 5º, Oeste         | Los Angeles Galaxy     | 1º, Oeste     | 1-1 (5-4 p.) | Qwest Field                | Seattle                   | 46.011     |
| 2010 | 21/11 | Colorado Rapids (1)        | 5º, Oeste         | F. C. Dallas           | 3º, Oeste     | 2-1 (pró.)   | BMO Field                  | Toronto, Ontario          | 21.700     |
| 2011 | 20/11 | Los Angeles Galaxy (3)     | 1º, Oeste         | Houston Dynamo F. C.   | 2º, Este      | 1-0          | The Home Depot Center      | Carson, California        | 30.281     |
| 2012 | 1/12  | Los Angeles Galaxy (4)     | 4º, Oeste         | Houston Dynamo F. C.   | 5º, Este      | 3-1          | The Home Depot Center      | Carson, California        | 30.515     |
| 2013 | 7/12  | Sporting Kansas City (2)   | 2º, Este          | Real Salt Lake         | 2º, Oeste     | 1-1 (7-6 p.) | Sporting Park              | Kansas City, Kansas       | 21.650     |
| 2014 | 7/12  | Los Angeles Galaxy (5)     | 2º, Oeste         | New England Revolution | 2º, Este      | 2-1 (pró.)   | StubHub Center             | Carson, California        | 27.000     |
| 2015 | 6/12  | Portland Timbers (1)       | 3º, Oeste         | Columbus Crew          | 2º, Este      | 2-1          | Mapfre Stadium             | Columbus, Ohio            | 21.747     |
| 2016 | 10/12 | Seattle Sounders F. C. (1) | 4°, Oeste         | Toronto F. C.          | 3°, Este      | 0-0 (5-4 p.) | BMO Field                  | Toronto, Ontario          | 36.045     |
| 2017 | 9/12  | Toronto F. C. (1)          | 1°, Este          | Seattle Sounders F. C. | 2°, Oeste     | 2-0          | BMO Field                  | Toronto, Ontario          | 30.584     |
| 2018 | 8/12  | Atlanta United F. C. (1)   | 2°, Este          | Portland Timbers       | 5°, Oeste     | 2-0          | Mercedes-Benz Stadium      | Atlanta, Georgia          | 73.019     |
| 2019 | 10/11 | Seattle Sounders F. C. (2) | 3°, Oeste         | Toronto F. C.          | 4°, Este      | 3-1          | CenturyLink Field          | Seattle, Washington       | 69.274     |
| 2020 | 12/12 | Columbus Crew (2)          | 3°, Este          | Seattle Sounders F. C. | 2°, Oeste     | 3-0          | Mapfre Stadium             | Columbus, Ohio            | 1.500*     |
| 2021 | 11/12 | New York City F. C. (1)    | 4°, Este          | Portland Timbers       | 4°, Oeste     | 1-1 (4-2 p.) | Providence Park            | Portland, Oregón          | 25.218     |
| 2022 | 5/11  | Los Angeles F. C. (1)      | 1°, Este          | Philadelphia Union     | 1°, Oeste     | 3-3 (3-0 p.) | Banc of California Stadium | Los Ángeles, California   | 22.384     |
| 2023 | 9/12  | Columbus Crew (3)          | 3°, Este          | Los Angeles F. C.      | 3°, Oeste     | 2-1          | Lower.com Field            | Columbus, Ohio            | 20.802     |
| 2024 | 7/12  | Los Angeles Galaxy (6)     | 2°, Oeste         | New York Red Bulls     | 7°, Este      | 2-1          | Dignity Health Sports Park | Carson, California        | 26.812     |

*Restricción de público a causa de la pandemia de COVID-19.

## Títulos por club
| Club                   | Títulos | Años                               | Subcampeonatos         |
| ---------------------- | ------- | ---------------------------------- | ---------------------- |
| Los Angeles Galaxy     | 6       | 2002, 2005, 2011, 2012, 2014, 2024 | 1996, 1999, 2001, 2009 |
| D. C. United           | 4       | 1996, 1997, 1999, 2004             | 1998                   |
| Columbus Crew          | 3       | 2008, 2020, 2023                   | 2015                   |
| Sporting Kansas City   | 2       | 2000, 2013                         | -                      |
| San Jose Earthquakes   | 2       | 2001, 2003                         | -                      |
| Seattle Sounders F. C. | 2       | 2016, 2019                         | 2017, 2020             |
| Houston Dynamo F. C.   | 2       | 2006, 2007                         | 2011, 2012             |
| Los Angeles F. C.      | 1       | 2022                               | 2023                   |
| New York City F. C.    | 1       | 2021                               | -                      |
| Atlanta United F. C.   | 1       | 2018                               | -                      |
| Toronto F. C.          | 1       | 2017                               | 2016, 2019             |
| Portland Timbers       | 1       | 2015                               | 2018, 2021             |
| Colorado Rapids        | 1       | 2010                               | 1997                   |
| Real Salt Lake         | 1       | 2009                               | 2013                   |
| Chicago Fire           | 1       | 1998                               | 2000, 2003             |

## Jugadores más valiosos de la MLS Cup

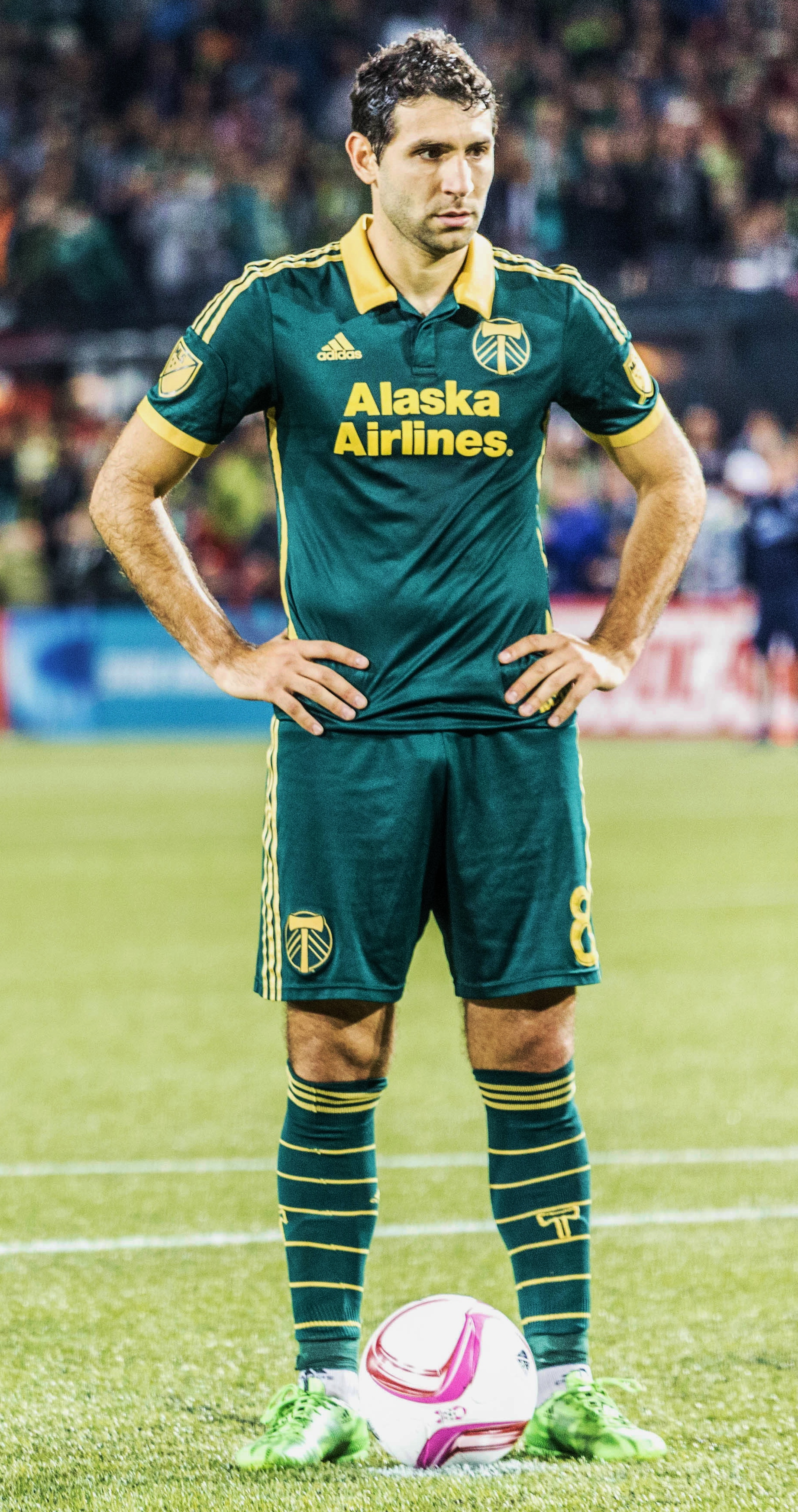
Diego Valeri fue elegido como el jugador más valioso de la MLS Cup 2015.

| Año  | Jugador                    | Equipo                 |
| ---- | -------------------------- | ---------------------- |
| 1996 | Marco Etcheverry           | D. C. United           |
| 1997 | Jaime Moreno               | D. C. United           |
| 1998 | Piotr Nowak                | Chicago Fire           |
| 1999 | Ben Olsen                  | D. C. United           |
| 2000 | Tony Meola                 | Kansas City Wizards    |
| 2001 | Dwayne De Rosario          | San Jose Earthquakes   |
| 2002 | Carlos Ruiz                | Los Angeles Galaxy     |
| 2003 | Landon Donovan             | San Jose Earthquakes   |
| 2004 | Alecko Eskandarian         | D. C. United           |
| 2005 | Guillermo Ramírez          | Los Angeles Galaxy     |
| 2006 | Brian Ching                | Houston Dynamo F. C.   |
| 2007 | Dwayne De Rosario          | Houston Dynamo F. C.   |
| 2008 | Guillermo Barros Schelotto | Columbus Crew          |
| 2009 | Nick Rimando               | Real Salt Lake         |
| 2010 | Conor Casey                | Colorado Rapids        |
| 2011 | Landon Donovan             | Los Angeles Galaxy     |
| 2012 | Omar González              | Los Angeles Galaxy     |
| 2013 | Aurélien Collin            | Sporting Kansas City   |
| 2014 | Robbie Keane               | Los Angeles Galaxy     |
| 2015 | Diego Valeri               | Portland Timbers       |
| 2016 | Stefan Frei                | Seattle Sounders F. C. |
| 2017 | Jozy Altidore              | Toronto F. C.          |
| 2018 | Josef Martínez             | Atlanta United F. C.   |
| 2019 | Víctor Rodríguez           | Seattle Sounders F. C. |
| 2020 | Lucas Zelarayán            | Columbus Crew          |
| 2021 | Sean Johnson               | New York City F. C.    |
| 2022 | John McCarthy              | Los Angeles F. C.      |
| 2023 | Cucho Hernández            | Columbus Crew          |
| 2024 | Gastón Brugman             | Los Angeles Galaxy     |